# Carl W. Stalling
Carl W. Stalling est un compositeur américain, né le 10 novembre 1891 et mort le 29 novembre 1972. Il a été particulièrement productif dans le domaine du film d'animation américain pendant l'âge d'or du dessin animé. Il a ponctuellement été producteur et acteur.

## Biographie
Dans les années 1920, Carl W. Stalling est un organiste de salle de cinéma de la région de Kansas City qui rencontre Walt Disney, alors encore un jeune animateur.
En 1928, lorsque Walt Disney cherche à enregistrer, à moindre frais, la musique de Steamboat Willie, le premier Mickey Mouse avec du son synchronisé, il fait appel à Stalling comme directeur musical de son nouveau studio. Par la suite il suggère à Disney l'idée des Silly Symphonies. Il a écrit une quinzaine de court-métrage pour le studio Disney.
Il déposa sa lettre de démission le 21 janvier 1930, en même temps que Ub Iwerks, principal animateur de Disney.
Il rejoint alors le studio Warner Bros. pour lequel il composera des dizaines de musiques principalement la série des Looney Tunes jusqu'à sa retraite en 1958.
Stalling décède le 29 novembre 1972 près de Los Angeles.

## Filmographie

### Comme compositeur
- 1928 : Plane Crazy
- 1928 : Mickey gaucho (The Gallopin' Gaucho)
- 1929 : Bal de campagne (The Barn Dance)
- 1929 : L'Opéra (The Opry House)
- 1929 : When the Cat's Away
- 1929 : Champ de bataille (The Barnyard Battle)
- 1929 : Mickey laboureur (The Plowboy)
- 1929 : The Karnival Kid
- 1929 : La Locomotive de Mickey (Mickey's Choo-Choo)
- 1929 : Mickey's Follies
- 1929 : Le Fou de jazz (The Jazz Fool)
- 1929 : The Haunted House
- 1929 : Les Vagues sauvages (Wild Waves)
- 1929 : La Danse macabre (The Skeleton Dance)
- 1929 : El Terrible Toreador
- 1929 : Springtime
- 1929 : Les Rythmes de la jungle (Jungle Rhythm)
- 1929 : Les Cloches de l'Enfer (Hell's Bells)
- 1929 : The Merry Dwarfs
- 1930 : Summer
- 1930 : Autumn
- 1930 : Concert rustique (The Barnyard Concert)
- 1930 : Just Mickey
- 1930 : Qui s'y frotte s'y pique (The Cactus Kid)
- 1930 : La Fête joyeuse (The Shindig)
- 1930 : Gare au gorille (The Gorilla Mystery)
- 1930 : Puddle Pranks
- 1930 : The Village Barber
- 1930 : Cuckoo Murder Case
- 1931 : The Village Smithie
- 1931 : The Soup Song
- 1931 : Laughing Gas de Ub Iwerks
- 1931 : Ragtime Romeo
- 1931 : The New Car
- 1931 : Movie Mad
- 1931 : The Village Specialist
- 1931 : Jail Bird
- 1931 : Africa Squeaks
- 1931 : Spooks
- 1932 : The Milkman
- 1932 : Fire! Fire!
- 1932 : What a Life
- 1932 : Le Premier Amour (Puppy Love)
- 1932 : School Days
- 1932 : Bully
- 1932 : The Office Boy
- 1932 : Room Runners
- 1932 : Stormy Seas
- 1932 : Circus
- 1932 : The Goal Rush
- 1932 : Phoney Express
- 1932 : The Music Lesson
- 1932 : Nurse Maid
- 1932 : Funny Face
- 1933 : Le Magicien d'Oz
- 1933 : Coo Coo the Magician
- 1933 : Flip's Lunch Room
- 1933 : Techno-Cracked
- 1933 : Bulloney
- 1933 : Chinaman's Chance
- 1933 : Pale-Face
- 1933 : Play Ball
- 1933 : Soda Squirt
- 1933 : Spite Flight
- 1933 : Stratos-Fear
- 1933 : Jack and the Beanstalk
- 1933 : Davy Jones' Locker
- 1934 : Hell's Fire
- 1934 : Robin Hood, Jr.
- 1934 : The Little Red Hen
- 1934 : The Brave Tin Soldier (en)
- 1934 : Insultin' the Sultan
- 1934 : Puss in Boots (en)
- 1934 : Reducing Creme
- 1934 : Rasslin' Round
- 1934 : The Queen of Hearts
- 1934 : Cave Man
- 1934 : Jungle Jitters
- 1934 : Aladin, ou la Lampe merveilleuse
- 1934 : Bons Scouts
- 1934 : Viva Willie
- 1934 : The Headless Horseman
- 1934 : The Valiant Tailor
- 1934 : Don Quixote
- 1934 : Jack Frost
- 1935 : The Microbe Army
- 1935 : Little Black Sambo
- 1935 : The Brementown Musicians
- 1935 : Old Mother Hubbard
- 1935 : Mary's Little Lamb
- 1935 : Summertime
- 1935 : Sinbad the Sailor
- 1935 : The Three Bears
- 1935 : Balloon Land
- 1935 : Simple Simon
- 1935 : Humpty Dumpty
- 1936 : Big Bad Wolfe
- 1936 : Ali Baba
- 1936 : Tom Pouce
- 1936 : Dick Whittington's Cat
- 1936 : Little Boy Blue
- 1936 : Porky's Poultry Plant
- 1936 : Porky's Moving Day
- 1936 : Toy Town Hall
- 1936 : Happy Days
- 1936 : Boulevardier from the Bronx
- 1936 : Little Beau Porky
- 1936 : The CooCoo Nut Grove
- 1936 : The Village Smithy
- 1936 : Porky in the North Woods
- 1936 : Milk and Money
- 1936 : Don't Look Now
- 1937 : C'était son homme (He Was Her Man)
- 1937 : Porky the Wrestler
- 1937 : Pigs is Pigs
- 1937 : Porky's Road Race
- 1937 : Picador Porky
- 1937 : The Fella with the Fiddle
- 1937 : Porky's Romance
- 1937 : She Was an Acrobat's Daughter
- 1937 : Porky's Duck Hunt
- 1937 : Porky and Gabby
- 1937 : Clean Pastures
- 1937 : Streamlined Greta Green
- 1937 : Porky's Building
- 1937 : Sweet Sioux
- 1937 : Porky's Super Service
- 1937 : Uncle Tom's Bungalow
- 1937 : Porky's Badtime Story
- 1937 : Plenty of Money and You
- 1937 : Ain't We Got Fun
- 1937 : Porky's Railroad
- 1937 : Get Rich Quick Porky
- 1937 : Speaking of the Weather
- 1937 : Porky's Garden
- 1937 : Dog Daze
- 1937 : I Wanna Be a Sailor
- 1937 : Rover's Rival
- 1937 : The Lyin' Mouse
- 1937 : The Case of the Stuttering Pig
- 1937 : Porky's Double Trouble
- 1937 : Egghead Rides Again
- 1937 : A Sunbonnet Blue
- 1937 : The Woods Are Full of Cuckoos
- 1937 : Porky's Hero Agency
- 1937 : Septembre sous la pluie (September in the Rain)
- 1937 : Little Red Walking Hood
- 1938 : Daffy Duck & Egghead
- 1938 : Porky's Poppa
- 1938 : My Little Buckeroo
- 1938 : Porky at the Crocadero
- 1938 : Jungle Jitters
- 1938 : What Price Porky
- 1938 : The Sneezing Weasel
- 1938 : Porky's Phoney Express
- 1938 : A Star Is Hatched
- 1938 : Porky's Five & Ten
- 1938 : Porky's Hare Hunt
- 1938 : Now That Summer Is Gone
- 1938 : Injun Trouble
- 1938 : Porky the Fireman
- 1938 : Katnip Kollege
- 1938 : Porky's Party
- 1938 : Have You Got Any Castles?
- 1938 : Love and Curses
- 1938 : Porky's Spring Planting
- 1938 : Porky & Daffy
- 1938 : The Penguin Parade
- 1938 : The Major Lied 'Til Dawn
- 1938 : Wholly Smoke
- 1938 : A-Lad-In Bagdad
- 1938 : Cracked Ice
- 1938 : The Isle of Pingo Pongo
- 1938 : Porky in Wackyland
- 1938 : A Feud There Was
- 1938 : Little Pancho Vanilla
- 1938 : Porky's Naughty Nephew
- 1938 : Johnny Smith and Poker-Huntas
- 1938 : You're an Education
- 1938 : Porky in Egypt
- 1938 : The Night Watchman
- 1938 : The Daffy Doc
- 1938 : Daffy Duck in Hollywood
- 1938 : Cinderella Meets Fella
- 1938 : Porky the Gob
- 1938 : Count Me Out
- 1938 : The Mice Will Play
- 1939 : The Lone Stranger and Porky
- 1939 : Dog Gone Modern
- 1939 : It's an Ill Wind
- 1939 : Un crochet qui accroche (Hamateur Night)
- 1939 : Robinhood Makes Good
- 1939 : Porky's Tire Trouble
- 1939 : Gold Rush Daze
- 1939 : Porky's Movie Mystery
- 1939 : A Day at the Zoo
- 1939 : Prest-O Change-O
- 1939 : Chicken Jitters
- 1939 : Bars and Stripes Forever
- 1939 : Porky and Teabiscuit
- 1939 : Daffy Duck and the Dinosaur
- 1939 : Thugs with Dirty Mugs
- 1939 : Kristopher Kolumbus Jr.
- 1939 : Naughty But Mice
- 1939 : Polar Pals
- 1939 : Believe It or Else
- 1939 : Hobo Gadget Band
- 1939 : Scalp Trouble
- 1939 : Old Glory
- 1939 : Porky's Picnic
- 1939 : Dangerous Dan McFoo
- 1939 : Snowman's Land
- 1939 : Wise Quacks
- 1939 : Hare-um Scare-um
- 1939 : Detouring America
- 1939 : Porky's Hotel
- 1939 : Little Brother Rat
- 1939 : Sioux Me
- 1939 : Jeepers Creepers
- 1939 : Land of the Midnight Fun
- 1939 : Naughty Neighbors
- 1939 : Little Lion Hunter
- 1939 : The Good Egg
- 1939 : Pied Piper Porky
- 1939 : Fresh Fish
- 1939 : Porky the Giant Killer
- 1939 : Fagin's Freshman
- 1939 : Screwball Football
- 1939 : The Film Fan
- 1939 : The Curious Puppy
- 1940 : The Hardship of Miles Standish
- 1940 : Porky's Last Stand
- 1940 : The Early Worm Gets the Bird
- 1940 : Mighty Hunters
- 1940 : Africa Squeaks
- 1940 : Busy Bakers
- 1940 : Ali-Baba Bound
- 1940 : Elmer's Candid Camera
- 1940 : Pilgrim Porky
- 1940 : Confederate Honey
- 1940 : Slap Happy Pappy
- 1940 : 3 ours et un chaperon rouge (The Bear's Tale)
- 1940 : Porky's Poor Fish
- 1940 : You Ought to Be in Pictures
- 1940 : A Gander at Mother Goose
- 1940 : Tom Thumb in Trouble
- 1940 : The Chewin' Bruin
- 1940 : Circus Today
- 1940 : Porky's Baseball Broadcast
- 1940 : Little Blabbermouse
- 1940 : A Wild Hare
- 1940 : Ghost Wanted
- 1940 : Ceiling Hero
- 1940 : Patient Porky
- 1940 : Malibu Beach Party
- 1940 : Calling Dr. Porky
- 1940 : Stage Fright
- 1940 : Prehistoric Porky
- 1940 : Bonne nuit Elmer (Good Night, Elmer)
- 1940 : The Sour Puss
- 1940 : Wacky Wildlife
- 1940 : Porky's Hired Hand
- 1940 : Of Fox and Hounds
- 1940 : The Timid Toreador
- 1940 : Shop Look & Listen
- 1940 : Holiday Highlights
- 1941 : Elmer's Pet Rabbit
- 1941 : Porky's Snooze Reel
- 1941 : The Fighting 69½th
- 1941 : The Haunted Mouse
- 1941 : The Crackpot Quail
- 1941 : The Cat's Tale
- 1941 : Joe Glow, the Firefly
- 1941 : Tortoise Beats Hare
- 1941 : Porky's Bear Facts
- 1941 : Goofy Groceries
- 1941 : Porky's Ant
- 1941 : Porky's Preview
- 1941 : The Trial of Mr. Wolf
- 1941 : Farm Frolics
- 1941 : Hollywood Steps Out
- 1941 : Hiawatha's Rabbit Hunt
- 1941 : A Coy Decoy
- 1941 : The Wacky Worm
- 1941 : Porky's Prize Pony
- 1941 : Meet John Doughboy
- 1941 : The Heckling Hare
- 1941 : Inki and the Lion
- 1941 : We, the Animals, Squeak!
- 1941 : Aviation Vacation
- 1941 : Sport Chumpions
- 1941 : Snow Time for Comedy
- 1941 : The Henpecked Duck
- 1941 : Notes to You
- 1941 : Rookie Revue
- 1941 : Robinson Crusoe Jr.
- 1941 : Saddle Silly
- 1941 : Porky's Midnight Matinee
- 1941 : Rhapsody in Rivets
- 1941 : Wabbit Twouble
- 1941 : The Cagey Canary
- 1941 : Porky's Pooch
- 1942 : Hop, Skip and a Chump
- 1942 : Aloha Hooey
- 1942 : Porky's Pastry Pirates
- 1942 : The Bird Came C.O.D.
- 1942 : Who's Who in the Zoo
- 1942 : Porky's Cafe
- 1942 : Conrad the Sailor
- 1942 : Crazy Cruise
- 1942 : The Wabbit Who Came to Supper
- 1942 : Saps in Chaps
- 1942 : Dog Tired
- 1942 : The Wacky Wabbit
- 1942 : Daffy's Southern Exposure
- 1942 : The Draft Horse
- 1942 : Nutty News
- 1942 : Lights Fantastic
- 1942 : Hobby Horse-Laffs
- 1942 : Hold the Lion, Please
- 1942 : Gopher Goofy
- 1942 : Double Chaser
- 1942 : Wacky Blackout
- 1942 : Bugs Bunny Gets the Boid
- 1942 : The Ducktators
- 1942 : The Squawkin' Hawk
- 1942 : Fresh Hare
- 1942 : Eatin' on the Cuff or The Moth Who Came to Dinner
- 1942 : Fox Pop
- 1942 : The Dover Boys at Pimento University or The Rivals of Roquefort Hall
- 1942 : The Hep Cat
- 1942 : The Daffy Duckaroo
- 1942 : The Hare-Brained Hypnotist
- 1942 : A Tale of Two Kitties
- 1942 : My Favorite Duck
- 1942 : Ding Dog Daddy
- 1942 : Case of the Missing Hare
- 1943 : Coal Black and de Sebben Dwarfs
- 1943 : Confusions of a Nutzy Spy
- 1943 : Tortoise Wins by a Hare
- 1943 : To Duck... or Not to Duck
- 1943 : The Fifth-Column Mouse
- 1943 : Flop Goes the Weasel
- 1943 : Hop and Go
- 1943 : Super-Rabbit
- 1943 : The Unbearable Bear
- 1943 : The Wise Quacking Duck
- 1943 : Tokio Jokio
- 1943 : Greetings Bait
- 1943 : Jack-Wabbit and the Beanstalk
- 1943 : The Aristo-Cat
- 1943 : Coming Snafu
- 1943 : Yankee Doodle Daffy
- 1943 : Wackiki Wabbit
- 1943 : Tin Pan Alley Cats
- 1943 : Porky Pig's Feat
- 1943 : Gripes
- 1943 : Scrap Happy Daffy
- 1943 : Spies
- 1943 : Hiss and Make Up
- 1943 : Les Rendez-vous des mélomanes (A Corny Concerto)
- 1943 : The Infantry Blues
- 1943 : The Goldbrick
- 1943 : Fin n' Catty
- 1943 : Falling Hare
- 1943 : Fighting Tools
- 1943 : Inki and the Minah Bird
- 1943 : Daffy - The Commando
- 1943 : The Home Front
- 1943 : An Itch in Time
- 1943 : Puss n' Booty
- 1943 : Rumours
- 1944 : Going Home
- 1944 : Booby Traps
- 1944 : Little Red Riding Rabbit
- 1944 : What's Cookin' Doc?
- 1944 : Meatless Flyday
- 1944 : Tom Turk and Daffy
- 1944 : Hare Force
- 1944 : Bugs Bunny and the Three Bears
- 1944 : I Got Plenty of Mutton
- 1944 : The Weakly Reporter
- 1944 : Snafuperman
- 1944 : Private Snafu Vs. Malaria Mike
- 1944 : Tick Tock Tuckered
- 1944 : Bugs Bunny Nips the Nips
- 1944 : A Lecture on Camouflage
- 1944 : Swooner Crooner
- 1944 : Duck Soup to Nuts
- 1944 : Gas
- 1944 : Angel Puss
- 1944 : Slightly Daffy
- 1944 : Hare Ribbin'
- 1944 : The Chow Hound
- 1944 : Brother Brat
- 1944 : Censored
- 1944 : From Hand to Mouse
- 1944 : Birdy and the Beast
- 1944 : Buckaroo Bugs
- 1944 : Outpost
- 1944 : Goldilocks and the Jivin' Bears
- 1944 : Plane Daffy
- 1944 : The Three Brothers
- 1944 : Payday
- 1944 : Lost and Foundling
- 1944 : Booby Hatched
- 1944 : The Old Grey Hare
- 1944 : Target Snafu
- 1944 : The Stupid Cupid
- 1944 : Stage Door Cartoon
- 1945 : Tokyo Woes
- 1945 : Secrets of the Caribbean
- 1945 : The Return of Mr. Hook
- 1945 : The Good Egg
- 1945 : Odor-able Kitty
- 1945 : Herr Meets Hare
- 1945 : Draftee Daffy
- 1945 : The Unruly Hare
- 1945 : Trap Happy Porky
- 1945 : In the Aleutians
- 1945 : Life with Feathers
- 1945 : Behind the Meat-Ball
- 1945 : The Horn Blows at Midnight
- 1945 : Hare Trigger
- 1945 : Ain't That Ducky
- 1945 : It's Murder She Says...
- 1945 : A Gruesome Twosome
- 1945 : A Tale of Two Mice
- 1945 : Wagon Heels
- 1945 : Hot Spot
- 1945 : Hare Conditioned
- 1945 : Fresh Airedale
- 1945 : The Bashful Buzzard
- 1945 : Peck Up Your Troubles
- 1945 : Operation Snafu
- 1945 : No Buddy Atoll
- 1945 : Hare Tonic
- 1945 : Nasty Quacks
- 1946 : Book Revue
- 1946 : Baseball Bugs
- 1946 : Holiday for Shoestrings
- 1946 : Quentin Quail
- 1946 : Baby Bottleneck
- 1946 : Hare Remover
- 1946 : Daffy Doodles
- 1946 : Hollywood Canine Canteen
- 1946 : Hush My Mouse
- 1946 : Hair-Raising Hare
- 1946 : Kitty Kornered
- 1946 : Hollywood Daffy
- 1946 : Acrobatty Bunny
- 1946 : The Eager Beaver
- 1946 : The Great Piggy Bank Robbery
- 1946 : Bacall to Arms
- 1946 : Of Thee I Sting
- 1946 : Walky Talky Hawky
- 1946 : Racketeer Rabbit
- 1946 : Fair and Worm-er
- 1946 : The Big Snooze
- 1946 : The Mouse Merized Cat
- 1946 : Mouse Menace
- 1946 : Rhapsody Rabbit
- 1946 : Roughly Squeaking
- 1947 : The Goofy Gophers
- 1947 : One Meat Brawl
- 1947 : The Gay Anties
- 1947 : Scent-imental Over You
- 1947 : Birth of a Notion
- 1947 : Tweetie Pie
- 1947 : Rabbit Transit
- 1947 : Hobo Bobo
- 1947 : A Hare Grows in Manhattan
- 1947 : Along Came Daffy
- 1947 : Inki at the Circus
- 1947 : Easter Yeggs
- 1947 : Crowing Pains
- 1947 : A Pest in the House
- 1947 : The Foxy Duckling
- 1947 : Little Orphan Airedale
- 1947 : Doggone Cats
- 1947 : Slick Hare
- 1947 : Mexican Joyride
- 1947 : Catch as Cats Can
- 1948 : Mouse Wreckers
- 1948 : Gorilla My Dreams
- 1948 : A Feather in His Hare
- 1948 : What Makes Daffy Duck
- 1948 : What's Brewin', Bruin?
- 1948 : Daffy Duck Slept Here
- 1948 : Back Alley Oproar
- 1948 : I Taw a Putty Tat
- 1948 : Rabbit Punch
- 1948 : Hop, Look and Listen
- 1948 : Nothing But the Tooth
- 1948 : Buccaneer Bunny
- 1948 : Bone Sweet Bone
- 1948 : Bugs Bunny Rides Again
- 1948 : The Rattled Rooster
- 1948 : The Up-Standing Sitter
- 1948 : The Shell Shocked Egg
- 1948 : Haredevil Hare
- 1948 : You Were Never Duckier
- 1948 : Dough Ray Me-ow
- 1948 : Hot Cross Bunny
- 1948 : The Pest That Came to Dinner
- 1948 : Hare Splitter
- 1948 : Odor of the Day
- 1948 : House Hunting Mice
- 1948 : The Foghorn Leghorn
- 1948 : A-Lad-In His Lamp
- 1948 : Daffy Dilly
- 1948 : Kit for Cat
- 1948 : The Stupor Salesman
- 1948 : Riff Raffy Daffy
- 1948 : A Horsefly Fleas
- 1948 : My Bunny Lies over the Sea
- 1948 : Scaredy Cat
- 1948 : Two Gophers from Texas
- 1948 : A Hick a Slick and a Chick
- 1949 : Wise Quackers
- 1949 : So Much for So Little
- 1949 : Hare Do
- 1949 : Holiday for Drumsticks
- 1949 : Awful Orphan
- 1949 : Porky Chops
- 1949 : Mississippi Hare
- 1949 : Paying the Piper
- 1949 : Daffy Duck Hunt
- 1949 : Rebel Rabbit
- 1949 : High Diving Hare
- 1949 : The Bee-Deviled Bruin
- 1949 : Curtain Razor
- 1949 : Bowery Bugs
- 1949 : Mouse Mazurka
- 1949 : Long-Haired Hare
- 1949 : Henhouse Henery
- 1949 : Knights Must Fall
- 1949 : Bad Ol' Putty Tat
- 1949 : The Grey Hounded Hare
- 1949 : Often an Orphan
- 1949 : The Windblown Hare
- 1949 : Dough for the Do-Do
- 1949 : Fast and Furry-ous
- 1949 : Each Dawn I Crow
- 1949 : Frigid Hare
- 1949 : Swallow the Leader
- 1949 : Bye, Bye Bluebeard
- 1949 : For Scent-imental Reasons
- 1949 : Hippety Hopper
- 1949 : Which Is Witch
- 1949 : Bear Feat
- 1949 : A Ham in a Role
- 1949 : Rabbit Hood
- 1950 : Home Tweet Home
- 1950 : Hurdy-Gurdy Hare
- 1950 : Boobs in the Woods
- 1950 : La Révolte de Bunny
- 1950 : The Lion's Busy
- 1950 : The Scarlet Pumpernickel
- 1950 : Homeless Hare
- 1950 : Strife with Father
- 1950 : The Hypo-Chondri-Cat
- 1950 : Big House Bunny
- 1950 : The Leghorn Blows at Midnight
- 1950 : His Bitter Half
- 1950 : An Egg Scramble
- 1950 : What's Up Doc?
- 1950 : All a Bir-r-r-d
- 1950 : 8 Ball Bunny
- 1950 : It's Hummer Time
- 1950 : Golden Yeggs
- 1950 : Hillbilly Hare
- 1950 : Dog Gone South
- 1950 : The Ducksters
- 1950 : A Fractured Leghorn
- 1950 : Bunker Hill Bunny
- 1950 : Canary Row
- 1950 : Stooge for a Mouse
- 1950 : Pop 'im Pop!
- 1950 : Bushy Hare
- 1950 : Caveman Inki
- 1950 : Rabbit of Seville
- 1950 : Two's a Crowd
- 1951 : Hare We Go
- 1951 : A Fox in a Fix
- 1951 : Canned Feud
- 1951 : Rabbit Every Monday
- 1951 : Putty Tat Trouble
- 1951 : Corn Plastered
- 1951 : Bunny Hugged
- 1951 : Scent-imental Romeo
- 1951 : The Fair-Haired Hare
- 1951 : A Hound for Trouble
- 1951 : A Bone for a Bone
- 1951 : Early to Bet
- 1951 : La lapinomalose (Rabbit Fire)
- 1951 : Chow Hound
- 1951 : His Hare Raising Tale
- 1951 : Cheese Chasers
- 1951 : Tweety's S.O.S.
- 1951 : Ballot Box Bunny
- 1951 : A Bear for Punishment
- 1951 : Sleepy Time Possum
- 1951 : Daffy la terreur (Drip-Along Daffy)
- 1951 : Dog Collared
- 1951 : Big Top Bunny
- 1951 : Tweet Tweet Tweety
- 1951 : The Prize Pest
- 1952 : Who's Kitten Who?
- 1952 : Operation: Rabbit
- 1952 : Feed the Kitty
- 1952 : Gift Wrapped
- 1952 : 14 Carrot Rabbit
- 1952 : Foxy by Proxy
- 1952 : Thumb Fun
- 1952 : Little Beau Pepé
- 1952 : Kiddin' the Kitten
- 1952 : Water, Water Every Hare
- 1952 : Little Red Rodent Hood
- 1952 : Sock a Doodle Do
- 1952 : Beep, Beep
- 1952 : The Hasty Hare
- 1952 : Ain't She Tweet
- 1952 : The Turn-Tale Wolf
- 1952 : Cracked Quack
- 1952 : Gisement de carottes (Oily Hare)
- 1952 : Hoppy-Go-Lucky
- 1952 : Going! Going! Gosh!
- 1952 : A Bird in a Guilty Cage
- 1952 : Mouse-Warming
- 1952 : Confit de canard (Rabbit Seasoning)
- 1952 : Tree for Two
- 1952 : The EGGcited Rooster
- 1952 : The Super Snooper
- 1952 : Rabbit's Kin
- 1952 : Terrier-Stricken
- 1952 : Fool Coverage
- 1952 : Hare Lift
- 1953 : From A to Z-Z-Z-Z
- 1953 : Don't Give Up the Sheep
- 1953 : Snow Business
- 1953 : A Mouse Divided
- 1953 : Forward March Hare
- 1953 : Kiss Me Cat
- 1953 : Farce au canard (Duck Amuck)
- 1953 : Upswept Hare
- 1953 : A Peck o' Trouble
- 1953 : Fowl Weather
- 1953 : Muscle Tussle
- 1953 : Southern Fried Rabbit
- 1953 : Ant Pasted
- 1953 : Much Ado About Nutting
- 1953 : There Auto Be a Law
- 1953 : Hare Trimmed
- 1953 : Tom Tom Tomcat
- 1953 : Wild Over You
- 1953 : Daffy Dodgers au XXIVe siècle et des poussières (Duck Dodgers in the 24½th Century)
- 1953 : Bully for Bugs
- 1953 : Plop Goes the Weasel
- 1953 : Cat-Tails for Two
- 1953 : A Street Cat Named Sylvester
- 1953 : Zipping Along
- 1953 : Duck! Rabbit, Duck!
- 1953 : Easy Peckin's
- 1953 : Catty Cornered
- 1953 : Of Rice and Hen
- 1953 : Cats A-Weigh!
- 1953 : Robot Rabbit
- 1953 : Punch Trunk
- 1954 : Sandy Claws
- 1954 : Dog Pounded
- 1954 : I Gopher You
- 1954 : Feline Frame-Up
- 1954 : Captain Hareblower
- 1954 : Wild Wife
- 1954 : No Barking
- 1954 : The Cats Bah
- 1954 : Design for Leaving
- 1954 : Bell Hoppy
- 1954 : No Parking Hare
- 1954 : Dr. Jerkyl's Hide
- 1954 : Claws for Alarm
- 1954 : Little Boy Boo
- 1954 : Muzzle Tough
- 1954 : The Oily American
- 1954 : Bewitched Bunny
- 1954 : Satan's Waitin'
- 1954 : Stop! Look! and Hasten!
- 1954 : Gone Batty
- 1954 : Mon gros bébé (Goo Goo Goliath)
- 1954 : Quack Shot
- 1954 : Lumber Jack Rabbit
- 1955 : Beanstalk Bunny
- 1955 : All Fowled Up
- 1955 : Ready.. Set.. Zoom!
- 1955 : Jumpin' Jupiter
- 1955 : Hyde and Hare
- 1955 : Speedy Gonzales
- 1955 : Guided Muscle
- 1955 : Pappy's Puppy
- 1956 : The High and the Flighty
- 1956 : The Unexpected Pest
- 1956 : Napoleon Bunny-Part
- 1956 : Stupor Duck
- 1956 : Barbary-Coast Bunny
- 1956 : Half-Fare Hare
- 1956 : Raw! Raw! Rooster!
- 1956 : The Slap-Hoppy Mouse
- 1956 : Wideo Wabbit
- 1956 : There They Go-Go-Go!
- 1957 : Scrambled Aches
- 1957 : Ali Baba Bunny
- 1957 : Cheese It, the Cat!
- 1957 : Fox-Terror
- 1957 : Piker's Peak
- 1957 : Tabasco Road
- 1957 : Bugsy and Mugsy
- 1957 : Zoom and Bored
- 1957 : Mouse-Taken Identity
- 1957 : Gonzales' Tamales
- 1958 : Feather Bluster
- 1958 : To Itch His Own
- 1960 : The Bugs Bunny Show (série TV)
- 1964 : La Chatte au fouet (Kitten with a Whip)
- 1966 : The Road Runner Show (série TV)
- 1968 : The Bugs Bunny/Road Runner Hour (série TV)
- 1976 : Bugs Bunny: Superstar
- 1976 : The Sylvester & Tweety Show (série TV)
- 1979 : Bugs Bunny et Road Runner le film (The Great American Chase)
- 1981 : Le Monde fou, fou, fou de Bugs Bunny (The Looney, Looney, Looney Bugs Bunny Movie)
- 1982 : Uncensored Cartoons
- 1982 : Les 1001 contes de Bugs Bunny (Bugs Bunny's 3rd Movie: 1001 Rabbit Tales)
- 1983 : L'Île fantastique de Daffy Duck (Daffy Duck's Movie: Fantastic Island)
- 1985 : The Bugs Bunny/Looney Tunes Comedy Hour (série TV)
- 1986 : The Bugs Bunny and Tweety Show (série TV)
- 1987 : The Duxorcist
- 1988 : SOS Daffy Duck
- 1990 : Merrie Melodies: Starring Bugs Bunny and Friends (série TV)
- 1992 : Invasion of the Bunny Snatchers
- 1992 : Bugs Bunny's Creature Features (TV)
- 1995 : That's Warner Bros.! (série TV)
- 1996 : The Bugs n' Daffy Show (série TV)
- 2003 : Behind the Tunes - Too Fast, Too Furry-ous (vidéo)
- 2003 : Behind the Tunes - Southern Pride Chicken (vidéo)
- 2003 : Behind the Tunes - Putty Problems and Canary Rows (vidéo)

### Autres

#### Producteur
- 1933 : Le Magicien d'Oz

#### Acteur
- 1929 : Les Vagues sauvages (Wild Waves) : Walrus (voix)